# Max Chilton
Max Chilton, britanski dirkač, * 21. april 1991, Reigate, Surrey, Anglija, Združeno kraljestvo.
Chilton je med sezonama 2010 in 2012 nastopal v seriji GP2, v sezoni 2012 je bil četrti v prvenstvu z dvema zmagama. V sezoni 2012 je bil testni dirkač moštva Marussia-Cosworth, na eni dirki tudi tretji dirkač, v sezoni 2013 pa je napredoval do mesta stalnega dirkača. Brez osvojenih prvenstvenih točk je zasedel zadnje triindvajseto mesto v prvenstvu z najboljšo uvrstitvijo na štirinajsto mesto na dirki za Veliko nagrado Monaka. Kot prvemu dirkaču mu je uspelo v debitantski sezoni končati vse dirke v prvenstvu.

## Rezultati Formule 1
(legenda) (odebeljene dirke pomenijo najboljši štartni položaj, poševne pa najhitrejši krog, †-uvrščen kljub odstopu)
| Leto | Moštvo           | Šasija        | Motor                  | 1      | 2      | 3      | 4      | 5      | 6      | 7       | 8      | 9      | 10     | 11     | 12     | 13      | 14     | 15     | 16      | 17     | 18     | 19     | 20  | Prv | Toč |
| ---- | ---------------- | ------------- | ---------------------- | ------ | ------ | ------ | ------ | ------ | ------ | ------- | ------ | ------ | ------ | ------ | ------ | ------- | ------ | ------ | ------- | ------ | ------ | ------ | --- | --- | --- |
| 2012 | Marussia F1 Team | Marussia MR01 | Cosworth CA2012 V8     | AVS    | MAL    | KIT    | BAH    | ŠPA    | MON    | KAN     | EU     | VB     | NEM    | MAD    | BEL    | ITA     | SIN    | JAP    | KOR     | IND    | ABU TD | ZDA    | BRA | –   | –   |
| 2013 | Marussia F1 Team | Marussia MR02 | Cosworth CA2013 V8     | AVS 17 | MAL 16 | KIT 17 | BAH 20 | ŠPA 19 | MON 14 | KAN 19  | VB 17  | NEM 19 | MAD 17 | BEL 19 | ITA 20 | SIN 17  | KOR 17 | JAP 19 | IND 17  | ABU 21 | ZDA 21 | BRA 19 |     | 23. | 0   |
| 2014 | Marussia F1 Team | Marussia MR03 | Ferrari 059/3 1.6 V6 t | AVS 13 | MAL 15 | BAH 13 | KIT 19 | ŠPA 19 | MON 14 | KAN Ret | AVT 17 | VB 16  | NEM 17 | MAD 16 | BEL 16 | ITA Ret | SIN 17 | JAP 18 | RUS Ret | ZDA    | BRA    | ABU    |     | 21. | 0   |